# Ondřej z Brna (kapucín)
Ondřej z Brna (? – 1694), latinsky Andreas Brunensis nebo Andreas de Bruna, byl moravský kapucín. Podle svého řeholního přídomku mohl pocházet z Brna nebo jeho okolí. Obláčku, jíž vstoupil do kapucínského řádu, však složil někde v Rakousku. Řeholní sliby složil 27. února 1654 v dolnorakouské Kremži. V letech 1679–1682, 1684–1687 a potřetí 1690–1693 působil jako provinciál česko-moravské kapucínské provincie. V letech 1688 nechal bratr Ondřej rozšířit komplex brněnského kapucínského kláštera o novou budovu, v níž se nacházely dílny řeholníků nebo knihovna.  Kapucín Ondřej z Brna zemřel 15. prosince 1694 v Brně a pravděpodobně byl pohřben v kapucínské kryptě pod kostelem Nalezení sv. Kříže.